# Ophiurida
A ordem dos Ophiurida, Müller e Troschel, 1840, pertencente à classe dos Ophiuroidea. Em alguns sistemas taxonómicos é considerado uma subclasse. Inclui os ofiúros propriamente ditos.

## Subordens
- Chilophiurina
- Gnathophiurina
- Laemophiurina